# Лос Гизар (Нанчитал де Лазаро Карденас дел Рио)
Лос Гизар (шп. Los Guízar) насеље је у Мексику у савезној држави Веракруз у општини Нанчитал де Лазаро Карденас дел Рио. Насеље се налази на надморској висини од 10 м.

## Становништво
Према подацима из 2010. године у насељу је живело 10 становника.

### Хронологија
| Година       | 2000 | 2005 | 2010 |
| ------------ | ---- | ---- | ---- |
| Становништво | 12   | 11   | 10   |

### Попис
| # | Индикатор                     | Вредност |
| - | ----------------------------- | -------- |
| 1 | Укупно домаћинстава           | 1        |
| 2 | Укупно насељених домаћинстава | 1        |
| 3 | Величина локације             | 1        |